# Jackson Township (comté de Greene, Iowa)
Pour les articles homonymes, voir Jackson Township.
Jackson Township est un township, du comté de Fremont en Iowa, aux États-Unis,.
Il est fondé en 1871 et nommé en l'honneur d'Andrew Jackson.

## Source de la traduction
- (es) Cet article est partiellement ou en totalité issu de l’article de Wikipédia en espagnol intitulé « Municipio de Jackson (condado de Greene, Iowa) » (voir la liste des auteurs).